# Александер Бразон
Александер Бразон (ісп. Alexander Brazón; нар. 24 листопада 1983) — венесуельський борець греко-римського стилю, дворазовий срібний призер Панамериканських чемпіонатів, чемпіон Південноамериканських ігор, дворазовий бронзовий та срібний призер Центральноамериканських і Карибських ігор.

## Біографія
Боротьбою почав займатися з 2000 року. 
Виступав за борцівський клуб «Бокуерон».

## Спортивні результати на міжнародних змаганнях

### Виступи на Чемпіонатах світу
| Змагання                        | Збірна    | Вагова категорія | Місце |
| ------------------------------- | --------- | ---------------- | ----- |
| Чемпіонат світу з боротьби 2009 | Венесуела | 74 кг            | 28    |
| Чемпіонат світу з боротьби 2013 | Венесуела | 84 кг            | 32    |
| Чемпіонат світу з боротьби 2014 | Венесуела | 85 кг            | 27    |

### Виступи на Панамериканських чемпіонатах
| Змагання                                   | Збірна    | Вагова категорія | Місце  |
| ------------------------------------------ | --------- | ---------------- | ------ |
| Панамериканський чемпіонат з боротьби 2007 | Венесуела | 74 кг            | 5      |
| Панамериканський чемпіонат з боротьби 2009 | Венесуела | 74 кг            | Срібло |
| Панамериканський чемпіонат з боротьби 2011 | Венесуела | 74 кг            | 9      |
| Панамериканський чемпіонат з боротьби 2013 | Венесуела | 84 кг            | Срібло |

### Виступи на Панамериканських іграх
| Змагання                  | Збірна    | Вагова категорія | Місце |
| ------------------------- | --------- | ---------------- | ----- |
| Панамериканські ігри 2007 | Венесуела | 74 кг            | 5     |

### Виступи на Південноамериканських іграх
| Змагання                       | Збірна    | Вагова категорія | Місце  |
| ------------------------------ | --------- | ---------------- | ------ |
| Південноамериканські ігри 2014 | Венесуела | 85 кг            | Золото |

### Виступи на Центральноамериканських і Карибських іграх
| Змагання                                                | Збірна    | Вагова категорія | Місце  |
| ------------------------------------------------------- | --------- | ---------------- | ------ |
| Центральноамериканські і Карибські ігри 2010            | Венесуела | 74 кг            | Бронза |
| Центральноамериканські і Карибські ігри 2014 (Сан-Хуан) | Венесуела | 85 кг            | Бронза |
| Центральноамериканські і Карибські ігри 2014 (Веракруз) | Венесуела | 85 кг            | Срібло |

### Виступи на інших змаганнях
| Змагання                                                                       | Збірна    | Вагова категорія | Місце  |
| ------------------------------------------------------------------------------ | --------- | ---------------- | ------ |
| Олімпійський кваліфікаційний турнір з греко-римської боротьби 2012 (Гельсінкі) | Венесуела | 74 кг            | 17     |
| Боліваріанські ігри 2013                                                       | Венесуела | 84 кг            | Золото |